# Älltjärnen
Älltjärnen är en sjö i Bollebygds kommun i Västergötland och ingår i Göta älvs huvudavrinningsområde. Sjön har en area på 0,0866 kvadratkilometer och ligger 154,6 meter över havet.

## Delavrinningsområde
Älltjärnen ingår i det delavrinningsområde (641325-130206) som SMHI kallar för Utloppet av Ömmern. Medelhöjden är 146 meter över havet och ytan är 33,67 kvadratkilometer. Räknas de 9 avrinningsområdena uppströms in blir den ackumulerade arean 100,65 kvadratkilometer. Laxån som avvattnar avrinningsområdet har biflödesordning 3, vilket innebär att vattnet flödar genom totalt 3 vattendrag innan det når havet efter 44 kilometer. Avrinningsområdet består mestadels av skog (60 %). Avrinningsområdet har 9,83 kvadratkilometer vattenytor vilket ger det en sjöprocent på 29,2 %.